# Electra (Sòfocles)

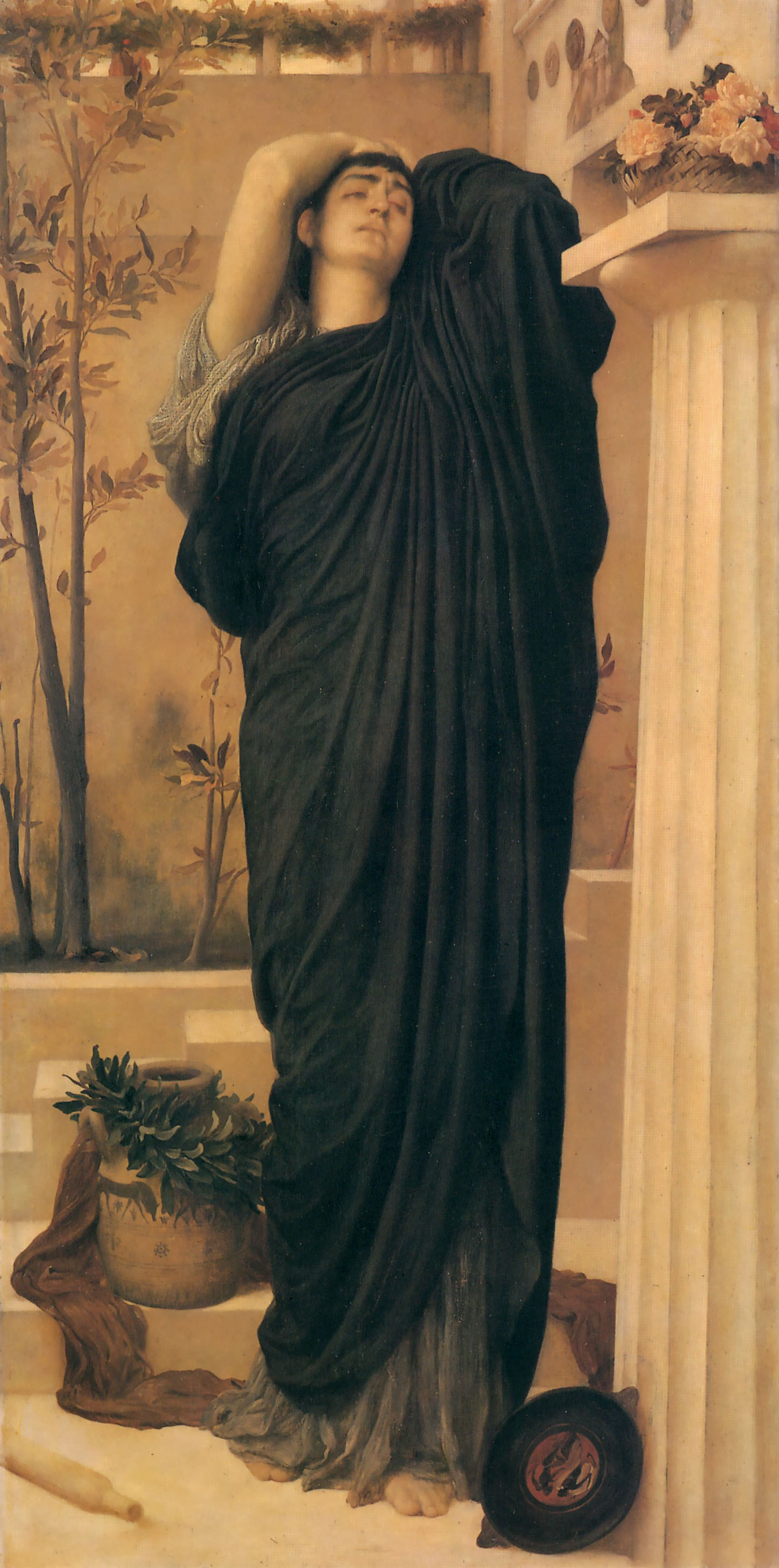
Electra a la tomba d'Agamèmnon. Frederic Leighton (1869)

Electra (en grec: Ἠλέκτρα) és una tragèdia escrita per Sòfocles. L'acció transcorre a la ciutat d'Argos uns anys després de la Guerra de Troia, i narra la venjança d'Electra i el seu germà Orestes envers la seva mare Clitemnestra i el seu padrastre Egist, responsables de l'assassinat del seu pare Agamèmnon.
Tot i que es desconeix quan fou escrita, les similituds estilístiques amb Filoctetes (409 aC) i Èdip a Colonos (401 aC) fan pensar que va ser al final de la carrera de l'autor. Tanmateix, alguns estudiosos la situen una dècada abans.

## Obra

### Antecedents
L'obra anava adreçada a un públic familiar amb la història de la venjança d'Orestes, que s'explicava a les epopeies clàssiques Nostoi i Odissea. Els tres grans dramaturgs atenencs hi van dedicar alguna obra: Esquil havia escrit la trilogia de l'Orestíada (458 aC), i gairebé al mateix temps que Sòfocles, Eurípides va escriure una versió molt diferent de la mateixa història.
Segons la llegenda, quan Agamèmnon va tornar de la Guerra de Troia va ser assassinat per la seva esposa Clitemnestra i el seu cosí Egist, que s'havia convertit en el seu amant. Clitemnestra creia justificat l'assassinat, ja que seguint els oracles Agàmemnon havia sacrificat als déus la seva primogènita Ifigènia. La segona filla d'Agamèmnon, Electra, va voler salvar el seu germà petit Orestes de la seva mare i el seu padrastre, i el va enviar a la cort del rei Estrofi de la Fòcida. L'obra comença uns quants anys més tard, quan Orestes ja és un adult i torna a Argos per venjar el seu pare i reclamar el tron.

### Argument
Després d'anys a l'exili, Orestes arriba a les proximitats d'Argos amb el seu preceptor i el seu amic Pílades. Orestes planeja escampar la notícia de la seva pròpia mort en un accident de carro per tal d'afavorir-ne la venjança.
Mentrestant, Electra plora la mort del seu pare. Critica la seva germana petita, Crisòtemis, per la seva complaença amb els assassins del seu pare, i després discuteix amb la seva mare Clitemnestra pel paper que hi va tenir. La seva esperança és que un dia torni el seu germà per venjar-lo. Quan arriba la notícia de la mort d'Orestes, Clitemnestra se sent alleugerida, però Electra queda desfeta. Electra intenta convèncer a Crisòtemis que l'ajudi a matar Egist, però la seva germana no la vol ajudar.
Orestes i Pilades arriben en processó amb una urna amb cendres, que fan passar per les restes de l'heroi. Electra agafa l'urna i es lamenta profundament de la mort del seu germà, que en realitat es troba al seu costat. Quan la reconeix, Orestes revela la seva identitat i entra al palau per matar la seva mare.
Egist torna a casa, i li mostren el cos de Clitemnestra embolicat amb un llençol dient-li que és el cadàver d'Orestes. Quan aixeca el llençol per mirar-lo, Orestes anuncia qui és i empresona Egist. A punta d'espasa, l'obliguen a anar a l'habitació on Agamèmnon va ser assassinat.

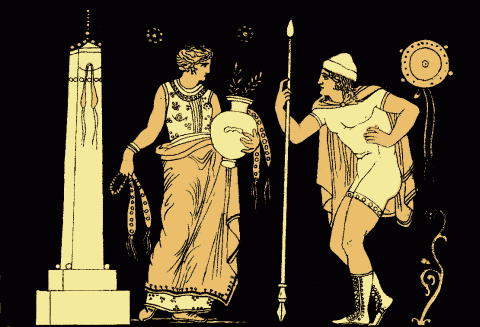
Electra i Orestes

### Dramatis Personae
Personatges, per ordre d'aparició: un perceptor, Orestes, Electra, Cor de noies miceneses, Crisòtemis, Clitemnestra, Egist.
Personatges muts: Pílades.

## Temàtica
A diferència de les versions del mateix relat d'Esquil i d'Eurípides, Sòfocles no se centra la venjança en si, sinó en l'efecte que té en els personatges i les seves motivacions. Per això, si bé Orestes capitalitza la major part de l'acció, la protagonista de l'obra és Electra i el seu conflicte personal.
L'Electra d'Esquil és una dona desesperada, i la d'Eurípides està avergonyida, però no són capaces de revelar-se. En canvi, Sòfocles ens presenta una Electra que no renuncia a la venjança i es manté persistent en el seu odi envers la seva mare i Egist. Aquest odi consumeix internament a Electra, però la manté amb forces per dur a terme els seus propòsits.
El caràcter d'Electra es contraposa amb el de la seva germana Crisòtemis, covarda i resignada.

## Adaptacions
El compositor Richard Strauss va compondre l'òpera Elektra, basada en un llibret en alemany d'Hugo von Hofmannsthal i estrenada el 1909. L'argument d'Elektra està basat en l'obra de Sòfocles.

## Traducció al català

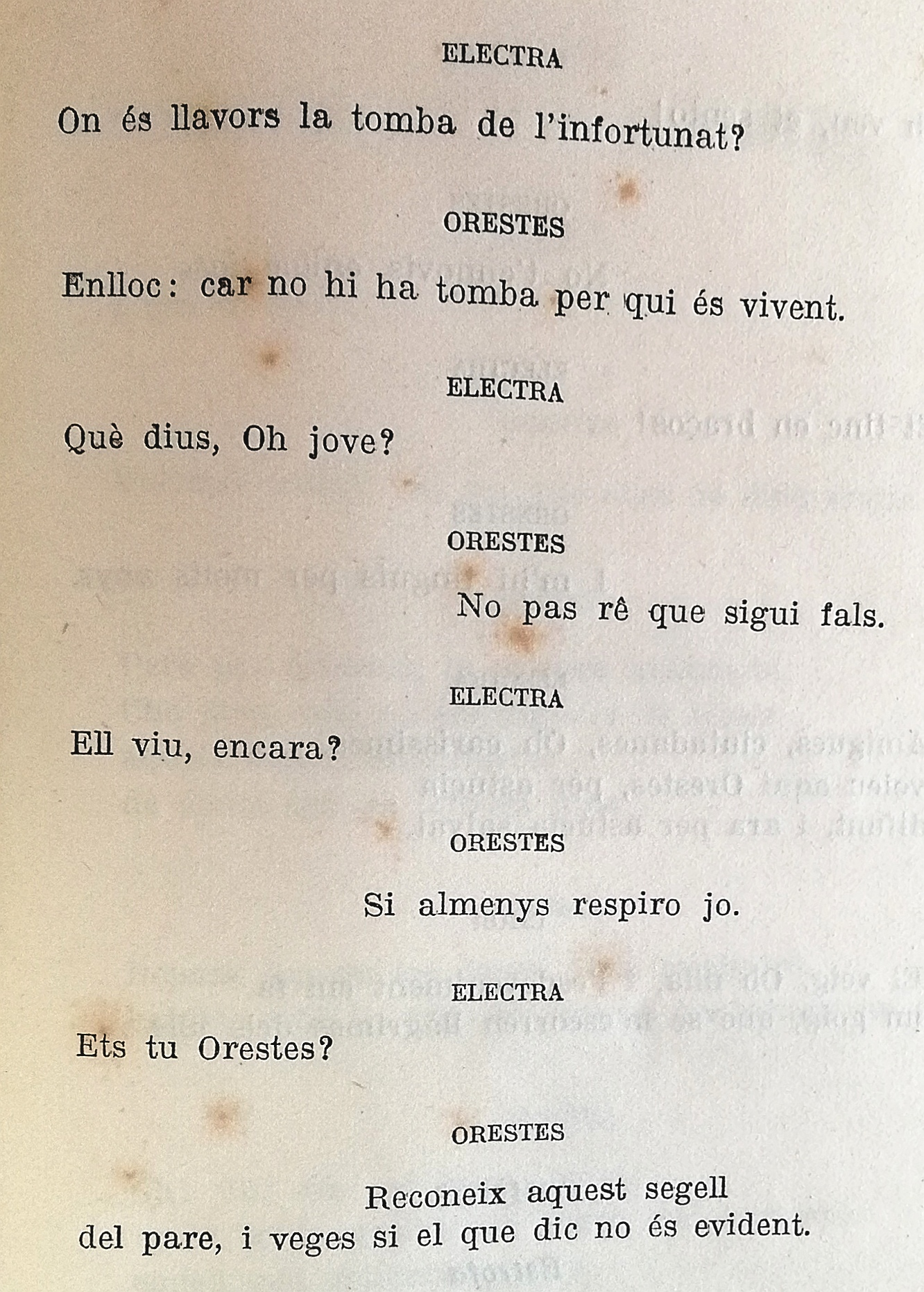
Fragment d'un diàleg dElectra de Sòfocles, en una traducció catalana publicada a Barcelona l'any 1920 a Editorial Catalana

La primera traducció al català d'Electra fou obra de Josep Franquesa, publicada el 1912.
Posteriorment Carles Riba va traduir les obres completes de Sòfocles, Electra inclosa l'any 1920 a Editorial Catalana, i foren publicades o reeditades el 1977 per Clàssics Curial.